# Promontorium Archerusia
Il Promontorium Archerusia è una struttura geologica della superficie della Luna.